# مشكان
مشكان هي إحدى مدن مقاطعة نيريز في محافظة فارس في إيران. وتبعد هذه المدينة عن شيراز حوالي 305 كم. كان عدد سكانها سنة 2006 حوالي 4,630 نسمة.